# Joseph Hilarius Eckhel

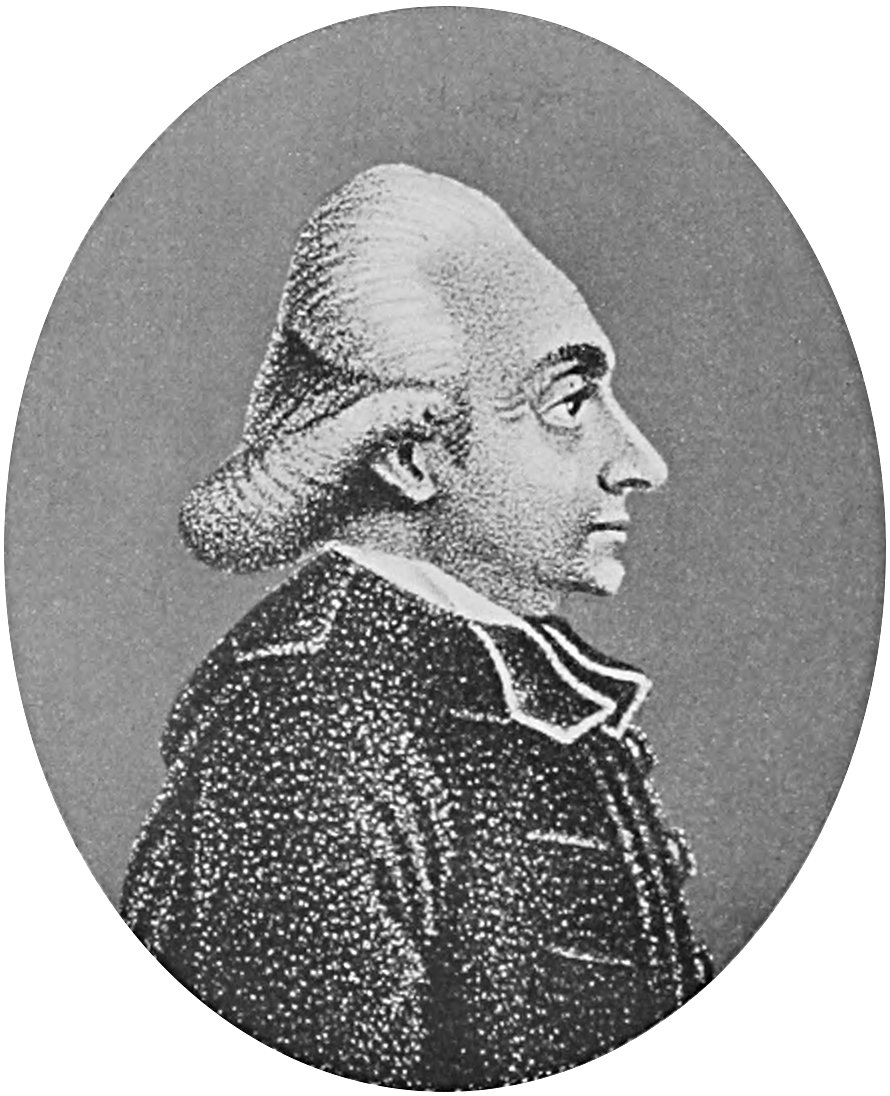
Joseph Hilarius Eckhel.

Joseph Hilarius Eckhel (Enzersfeld, 13 januari 1737 – Wenen 16 mei 1798) was een beroemd deskundige op het gebied van geld, een numismaticus. Zijn vader, Johann Anton Eckhel, was in Enzersfeld rentmeester van de prins van Montecuculi.

## Opleiding
Eckhel werd in 1745 naar Wenen gestuurd om er te studeren. Daar werd hij in 1751 opgenomen in de orde van de Jezuïeten. Dertien jaar later werd hij tot priester gewijd. Hij had naast wiskunde, Grieks en Hebreeuws, ook geesteswetenschappen gestudeerd in Leoben en filosofie in Graz.

## Carrière
Na zijn wijding, maar waarschijnlijk al een tijdje daarvoor, was hij professor in het Jezuïeten gymnasium te Leoben, Steyer, waarschijnlijk ook te Judenburg, en tot slot aan het college van Wenen, waar hij poëzie en retoriek doceerde, en zijn kennis van het Latijn verfijnde, een taal waarin hij vlot en elegant kon schrijven. We bezitten nog steeds twee redelijk toegankelijke oden van zijn pen: Plausus Urbis en Plausus Ruris. Daarnaast liet hij nog twee gedichten in de Duitse taal na, geschreven voor een speciale gelegenheid en in de stijl van die tijd, alsook een gelijksoortige speech naar aanleiding van de reis van keizer Jozef II naar Italië.
In het voorwoord van zijn Numi veteres anecdoti vertelde Eckhel zelf hoe hij tot de numismatiek werd bekeerd. Toen hij les gaf aan het academisch gymnasium, geraakte hij geïnteresseerd in het muntenkabinet van de school, die onder het toezicht stond van zijn collega P. Khell. De collectie, die vooral bestond uit Griekse munten, was behoorlijk toegenomen door de inspanningen van de geleerde Erasmus Fröhlich, die een catalogus had samengesteld van de meeste van deze oude munten. Daarom beloot Eckhel om zich bezig te houden met onbekende en onuitgegeven munten, waaraan hij ook nog eens de onuitgegeven munten van de collecties van graaf Michael Viczay en Paul Festetics toevoegde. Toen hij door ziekte werd gedwongen te stoppen met lesgeven, wijdde hij zich volledig aan de numismatiek en archeologie.
Men toestemming van zijn orde ging hij in 1772 naar Italië voor zijn verdere opleiding. In Bologna en Rome bestudeerde hij alle collecties die voor hem toegankelijk waren, maar vond zijn rijkste schatten te Florence. Raimundo Cocchi, prefect van het aartshertogelijk museum, ontving hem zeer hartelijk en wist het voor hem te regelen dat hij de munten die door kardinaal Leopoldo de' Medici waren verzameld, maar daarna enorm in omvang waren toegenomen, kon beginnen ordenen. Cocchi, die kort daarop stierf, beval Eckhel warm aan bij de aartshertog Peter Leopold, die hem op zijn beurt weer introduceerde bij zijn moeder, keizerin Maria Theresa. Intussen (1773) was de sociëteit van Jezus opgeheven, waardoor Eckhel geseculariseerd werd. Toen hij in januari 1774 via Zuid-Frankrijk terugkeerde naar Wenen, was Eckhel blij verrast te horen dat hij door de keizerin belast werd met het overbrengen van de collectie die behoorde tot het jezuïtische universiteitscollege naar het hofkabinet, waar het echter een aparte plaats kreeg. Hij werd als gereputeerd numismaticus in maart van datzelfde jaar aangesteld als directeur van het kabinet van oude munten, met Duval als zijn baas. Na de dood van deze laatste (1775) bleef hij als enige over aan het hoofd van het kabinet. Hem werd ook opgedragen om om de twee weken een lezing te houden over numismatiek in het muntenkabinet. In de herfst van 1775 werd hij gepromoveerd tot professor oudheidkunde en historische hulpwetenschappen aan de universiteit van Wenen.
Eckhel gaf de hem toevertrouwde collectie een geheel nieuwe indeling, waarbij hij de in die tijd gebruikelijke alfabetische ordening overboord wierp. Hij verdeelde de antieke numismatiek in twee delen:
1. de eerste bevatte de munten geslagen door alle steden behalve Rome, die hij in de mate van het mogelijke schikte volgens hun geografische ligging,
2. de tweede bevatte alle munten van het Romeinse Rijk. Als eerste kwamen de belangrijke maar ruwe asses, vervolgens de niet-geclassificeerde stukken met de inscriptie Roma, waarop dan die volgden van de verschillende families, keizers en keizerinnen, die alle in de mate van het mogelijke chronologisch geordend waren. Degene waarvan de datering niet exact kon worden bepaald werden achter elke keizer geplaatst als ongeclassificeerd in alfabetische volgorde.

## Werken
Zijn eerste literair werk, Exercitium grammaticum in prophetiam Obadiæ, publiceerde hij toen hij eenentwintig was. Dit werkje was bedoeld als een appendix voor de Institutiones linguæ sacræ van P.J. Engstler.
In 1775 verscheen zijn eerste numismatische publicatie: Numi veteres anecdoti ex museis Cæsareo Vindobonensi, Florentino Magni Ducis Etruriæ, Granelliano nunc Cæsareo, Vitzaiano, Festeticsiano, Savorgnano Veneto aliisque (2 dln., Wenen, 1775.). Vier jaar later verscheen zijn volgende werk: Catalogus Musei Cæsariensis (2 dln., Wenen, 1779.).
Over zijn werk aan de collectie van het hof schreef Eckhel: "Door deze methode was de auteur in staat om de talloze fouten die Mezzabarba ons heeft opgedrongen in zijn Algemene Catalogus (= Imperatorum Romanorum numismata, Milaan, 1683.) te herstellen".
In het werk geeft hij een verslag op basis van persoonlijk empirisch en na langdurig en nauwkeurig onderzoek van alles wat in het werk van Mezzabarba voorkwam. Deze catalogus werd gevolgd door Sylloge II, numorum veterum anecdotorum Thesauri Cæsarei en Descriptio numorum Antiochiæ Syriæ (Wenen, 1786.). Vervolgens verscheen zijn tot nog toe onovertroffen hoofdwerk, waarin hij de bevindingen van zijn onderzoek samenvat: Doctrina numorum veterum (8 dln, Wenen, 1792-98). Met dit werk legde hij de basis voor de numismatiek als echte wetenschap, en verdiende hij het respect van Heyne en Winckelmann. "Numismatiek, waar men tot dan toe op had neergekeken, veranderde hij in een soort van encyclopedie van de antieke oudheid, dat ook extensieve en veelgebruikte bronnen voor andere takken van de archeologie opnam." (F. Kenner, Joseph Hilarius von Eckhel: ein Vortrag, Wenen, 1871.) De addenda op dit werk die Eckhel had toegevoegd aan zijn manuscriptkopie werden uitgegeven door zijn opvolger, Steinbüchel (Wenen, 1826.).
Eckhel schreef de uitstekende handleiding Kurzgefasste Anfangsgründe zur alten Numismatik (Wenen, 1787 (1807²)) op vraag van keizer Jozef II. Het werk verscheen in een Latijnse vertaling in 1799 en in een Franse herziene editie in 1825. Daarnaast gaf hij ook Choix des pierres gravées du Cabinet Imperial (Wenen, 1788.) uit. Een aantal van zijn kleinere verhandelingen zijn overgeleverd in manuscriptvorm. Zijn Inscriptiones veteres werden gebruikt door Theodor Mommsen. Hij liet ook een uitgebreide correspondentie na met de meest prominente vertegenwoordigers van de wetenschapstakken waarmee hij zich bezighield (Abbé Barthélemy, Raimundo Cocchi, Cousinéry, L. Lanzi, G. Marini, F. Séguier, en anderen).

## Overlijden
Eckhel stierf op 16 mei 1798, kort na zijn afwerking van zijn Doctrina.

## Na zijn overlijden
Op het eerste eeuwfeest van zijn geboorte werd door Luigi Manfredini een medaille geslagen met de inscriptie: SYSTEMATIS. REI. NVMARIÆ. ANTIQVÆ. CONDITORI. ("stichter van het systematisch onderzoek van antieke munten"; afbeelding) Michael Denis wijdde aan zijn dode vriend het volgende distichon:--

Eckhelium brevis hora tulit, sed diva Moneta
Scripta viri secum vivere secla jubet.
Eckel zich heeft weinig uren opgeheft, maar de godin Moneta
Laat het werk van de man samen met hem noch eeuwen leven.

## Werken online
- Doctrina numorum veterum, I, Wenen, 1792.
- Doctrina numorum veterum, II, Wenen, 1839².
- Doctrina numorum veterum, III, Wenen, 1838².
- Doctrina numorum veterum, IV, Wenen, 1838².
- Doctrina numorum veterum, V, Wenen, 1828².
- Doctrina numorum veterum, VI, Wenen, 1828².
- Doctrina numorum veterum, VII, Wenen, 1828².
- Doctrina numorum veterum, VIII, Wenen, 1828².

- Biblioteca Nacional de España: XX1641852
- Bibliothèque nationale de France: cb15511936n (data)
- Gemeinsame Normdatei: 100118569
- International Standard Name Identifier: 0000 0001 0899 7958
- Library of Congress Control Number: n88096281
- Nationale Bibliotheek van Tsjechië: xx0079623
- Nationale Bibliotheek van Israël: 987007276795705171
- Nationale Bibliotheek van Polen: a0000003680969
- Nederlandse Thesaurus van Auteursnamen: 070017824
- SNAC: w6pc7906
- Système universitaire de documentation: 072011521
- Virtual International Authority File: 49974517
- WorldCat: E39PBJcKG3PypyCwTtjmMtKPQq